# Томас, Жаклин
Жаклин Томас (англ. Jacqueline Thomas; род. 1961, Стоктон-он-Тис) — британская виолончелистка, бессменная участница Квартета имени Бродского и сестра его первого примариуса Майкла Томаса.
Вошла в состав коллектива, во главе которого стоял её брат, в 1972 году, то есть в 10-летнем возрасте. Училась в Манчестерском Королевском колледже музыки у Рафаэля Зоммера и Ральфа Киршбаума, занималась также в мастер-классах Поля Тортелье и Зары Нелсовой. В 1990 г. вышла замуж за альтиста квартета Пола Кассиди.
Помимо почти полувековой карьеры в Квартете имени Бродского, Томас спорадически выступала и записывалась в других ансамблевых составах (так, фортепианное трио Клода Дебюсси записала с Жаном-Эффламом Бавузе и Дэниелом Роулендом). Как и квартет Бродского целиком, Томас охотно сотрудничает с исполнителями поп- и рок-сцены: в частности, ею записана важная сольная партия виолончели для песни Стинга The Book Of My Life (альбом Sacred Love, 2003).